# Boaz Kimaiyo
Boaz Kimaiyo (10 december 1976) is een Keniaanse atleet, die is gespecialiseerd in de lange afstand. Hij won tweemaal de marathon van Frankfurt.
In 2002 maakte hij zijn marathondebuut bij de marathon van Wenen. Hij finishte gelijk als tweede in 2:10.35. Een jaar later verbeterde hij in Amsterdam zijn persoonlijk record op deze afstand verder tot 2:08.44. In 2003 won hij voor de eerste maal de marathon van Frankfurt in 2:09.28. Een jaar later won hij deze wedstrijd opnieuw, ditmaal in een snellere 2:09.10. In 2006 nam hij opnieuw deel aan dit evenement, maar moest toen genoegen nemen met een tiende plaats.
Boaz is de jongere broer van Erick Kimaiyo, die eveneens marathons loopt en is sinds 2000 getrouwd met Pamela Chepchumba.

## Persoonlijke records
| Onderdeel | Prestatie | Datum           | Plaats    |
| --------- | --------- | --------------- | --------- |
| marathon  | 2:08.44   | 20 oktober 2002 | Amsterdam |

## Palmares

### 10 km
- 1999:  Carrera Atletica MVS in n/a - 29.47
- 2000: 5e Arturo Barrios Invitational in Chula Vista - 28.51

### halve marathon
- 1999:  halve marathon van Guadalajara - 1:05.10
- 1999:  halve marathon van Coban - 1:05.12
- 2000:  halve marathon van Guadalajara - 1:04.10
- 2001:  halve marathon van Prato - 1:03.08

### marathon
- 2002:  marathon van Wenen - 2:10.35
- 2002: 6e marathon van Amsterdam - 2:08.44
- 2003:  marathon van Frankfurt - 2:09.28
- 2004: 13e marathon van Seoel - 2:14.23
- 2004:  marathon van Frankfurt - 2:09.10
- 2006: 10e marathon van Frankfurt - 2:13.30
- 2007: 6e marathon van San Diego - 2:14.26
- 2007: 5e marathon van Venetië - 2:14.12